# Torneo di Capodanno
Il Torneo di Capodanno fu una competizione calcistica italiana organizzata nel 1981 dalla Lega Nazionale Professionisti e la FIGC tra i sedici club della Serie A 1980-81.
Era destinata a essere una competizione una tantum, ideata al fine di dare continuità all'attività agonistica durante la disputa in Uruguay, a inizio 1981, della Coppa d'Oro dei Campioni del Mondo, altrimenti nota come Mundialito, anch'essa una competizione senza repliche.
A vincere il torneo fu l'Ascoli, che si impose in finale sulla Juventus per 2-1.

## Storia
Nel 1980 la federcalcio uruguaiana organizzò a Montevideo un torneo celebrativo del cinquantesimo anniversario della vittoria nel campionato mondiale 1930, a cui furono invitate quelle Federazioni all'epoca almeno una volta campioni del mondo (nell'ordine, Italia, Germania Ovest, Brasile, Inghilterra — che declinò l'invito a favore dei Paesi Bassi per non dare visibilità politica alla giunta militare all'epoca al potere in Uruguay — e Argentina, campione in carica).
Tale torneo avrebbe dovuto tenersi a cavallo tra la fine del 1980 e le prime due settimane del 1981.
Avendo l'Italia accettato l'invito, si pose il problema di dare continuità agonistica al campionato di Serie A 1980-81, sottoposto a un'interruzione di tre settimane dal 28 dicembre 1980 al 18 gennaio 1981; per tale ragione fu messo in cantiere il Torneo di Capodanno che, tuttavia, fu visto già dalla presentazione come un tappabuchi che avrebbe riscosso scarso successo di pubblico, tanto che Juventus e Torino chiesero di avere in calendario incontri in trasferta onde garantire migliori incassi negli stadi ospiti.
Per ovviare alla scarsità di tempo a disposizione della disputa del torneo, furono organizzati quattro gironi di quattro squadre ciascuna e ogni squadra avrebbe dovuto incontrare solo due di esse; fu inoltre istituito un bonus in classifica di un punto per ogni incontro vinto con almeno due goal di scarto.
Il regolamento prevedeva che la squadra prima classificata di ogni girone accedesse alle semifinali in gara unica e, a seguire, le vincitrici della semifinale si incontrassero in gara unica sul terreno di una delle due per aggiudicarsi il titolo.
Lega e Federcalcio, inoltre, permisero per la durata del torneo il tesseramento straordinario di un ulteriore giocatore proveniente da federazione estera, facoltà della quale tuttavia si avvalsero solamente tre club, la Fiorentina (che schierò lo svedese Mikael Rönnberg), l'Inter (con lo jugoslavo Abid Kovačević) e l'Udinese (che ingaggiò l'austriaco Dieter Mirnegg, l'unico che poi militò in Italia, ingaggiato dal Como per la stagione successiva).
Tra le altre sperimentazioni fu anche permesso di rimettere con i piedi il pallone in gioco da fallo laterale, se lo si riteneva più opportuno.
Come paventato dai club più grossi, il torneo ebbe pochissimi spettatori in rapporto alla capienza degli impianti: gli otto incontri della prima giornata raccolsero in totale poco meno di 29 000 spettatori con il picco a Como che riceveva la Juventus (8 061 presenze) e poco più di 136 milioni d'incasso complessivo.
A rispettare il pronostico furono Juventus e, sostanzialmente, la Fiorentina, che vinsero il proprio girone, anche se i viola avevano la Roma come avversaria; nel girone dell'Inter e del Torino vinse invece il Bologna per differenza reti, mentre l'Ascoli vinse un girone in cui figurava anche il Napoli.
La semifinale tra Bologna e Juventus, l'11 gennaio successivo, fu l'incontro del torneo con la maggiore affluenza, 18 529 paganti, e fu vinto dai bianconeri per 4-3 ai tiri di rigore.
L'altra semifinale vide coinvolti Ascoli e Fiorentina e registrò un successo della squadra marchigiana ben più netto di quanto il risultato di 2-1 lasciasse intuire.
Con la ripresa del campionato, il torneo andò in letargo sicché la finale fu messa in calendario per il 14 giugno successivo ad Ascoli Piceno.
La Juventus si presentò da fresca vincitrice del suo diciannovesimo scudetto e l'andamento dell'incontro mise in luce la maggior determinazione dell'Ascoli a voler vincere il torneo. Dopo un primo tempo senza reti i padroni di casa andarono in vantaggio con Carlo Trevisanello al quinto della ripresa; Marco Tardelli riportò la partita in parità a venti minuti dalla fine, ma nelle battute finali dell'incontro l'arbitro Tonolini assegnò ai padroni di casa un calcio di rigore che la Juventus reputò «generoso», e che la stessa stampa giudicò dubbio: Adelio Moro, alla sua ultima partita con i marchigiani e in procinto di trasferirsi al Milan, trasformò, consegnando alla squadra ascolana il primo trofeo ufficiale della sua storia.

## Fase a gironi

### Girone A
| Arbitro: | Patrussi (Arezzo) |

|  |           |                      |
|  | Marcatori | 15’ (aut.) R. Marino |

| Arbitro: | Lanese (Messina) |

|  |           |                      |
|  | Marcatori | Mattolini 23’ (aut.) |

| Arbitro: | Lombardi (Napoli) |

|             |           |                                  |
| Vignola 31’ | Marcatori | 54’ (rig.) Borghi 61’ de Giorgis |

| Arbitro: | Bianciardi (Siena) |

|                            |           |                            |
| Scanziani 22’ Bellotto 76’ | Marcatori | 74’ Damiani 83’ Speggiorin |

#### Classifica
| Squadra   | G | V | N | P | GF | GS | DR | B | Pt |
| --------- | - | - | - | - | -- | -- | -- | - | -- |
| Ascoli    | 2 | 1 | 1 | 0 | 3  | 2  | +1 | — | 3  |
| Catanzaro | 2 | 1 | 0 | 1 | 2  | 2  | 0  | — | 2  |
| Avellino  | 2 | 1 | 0 | 1 | 2  | 2  | 0  | — | 2  |
| Napoli    | 2 | 0 | 1 | 1 | 2  | 3  | -1 | — | 1  |

### Girone B
| Arbitro: | Pirandola (Lecce) |

|                    |           |                          |
| Rognoni 90’ (rig.) | Marcatori | 44’ (rig.) Di Bartolomei |

| Arbitro: | Tani (Livorno) |

|                          |           |               |
| Rönnberg 40’ Fattori 44’ | Marcatori | 19’ Fortunato |

| Arbitro: | R. Paparesta (Bari) |

|                   |           |                 |
| Di Bartolomei 37’ | Marcatori | 22’ Passalacqua |

| Arbitro: | Ballerini (La Spezia) |

|              |           |             |
| Chimenti 85’ | Marcatori | 23’ Fattori |

#### Classifica
| Squadra    | G | V | N | P | GF | GS | DR | B | Pt |
| ---------- | - | - | - | - | -- | -- | -- | - | -- |
| Fiorentina | 2 | 1 | 1 | 0 | 3  | 2  | +1 | — | 3  |
| Pistoiese  | 2 | 0 | 2 | 0 | 2  | 2  | 0  | — | 2  |
| Roma       | 2 | 0 | 2 | 0 | 2  | 2  | 0  | — | 2  |
| Perugia    | 2 | 0 | 1 | 1 | 2  | 3  | -1 | — | 1  |

### Girone C
| Arbitro: | Falzier (Treviso) |

|                |           |                                                    |
| Cavagnetto 26’ | Marcatori | 68’ Marocchino 71’ (aut.) Fontolan I 86’ Galderisi |

| Arbitro: | Castoldi (Vasto) |

|  |           |             |
|  | Marcatori | 1’ Gattelli |

| Arbitro: | Magni (Milano) |

|                       |           |                          |
| Mirnegg 6’ Zanone 73’ | Marcatori | 46’ Brady 78’ Marocchino |

| Arbitro: | Milan (Treviso) |

|                       |           |             |
| Marozzi 36’ Piras 83’ | Marcatori | 62’ Pozzato |

#### Classifica
| Squadra  | G | V | N | P | GF | GS | DR | B | Pt |
| -------- | - | - | - | - | -- | -- | -- | - | -- |
| Juventus | 2 | 1 | 1 | 0 | 5  | 3  | +2 | 1 | 4  |
| Cagliari | 2 | 2 | 0 | 0 | 3  | 1  | +2 | — | 4  |
| Udinese  | 2 | 0 | 1 | 1 | 2  | 3  | -1 | — | 1  |
| Como     | 2 | 0 | 0 | 2 | 2  | 5  | -3 | — | 0  |

### Girone D
| Arbitro: | Mattei (Macerata) |

|                            |           |  |
| Pasinato 23’ Kovačević 62’ | Marcatori |  |

| Arbitro: | Benedetti (Roma) |

|                    |           |                    |
| Fiorini 64’ (rig.) | Marcatori | 38’, 69’ P. Pulici |

| Arbitro: | D. Lops (Torino) |

|                                                |           |             |
| Fontanini 24’ (aut.) Garritano 26’ Fiorini 77’ | Marcatori | 4’ Prohaska |

| Brescia 8 gennaio 1981, ore 15 UTC+1 | Brescia       | 0 – 0 | Torino | Stadio “Rigamonti” (1 948 spett.)\| Arbitro: \| Prati (Parma) \| |
| Arbitro:                             | Prati (Parma) |       |        |                                                                  |

#### Classifica
| Squadra | G | V | N | P | GF | GS | DR | B | Pt |
| ------- | - | - | - | - | -- | -- | -- | - | -- |
| Bologna | 2 | 1 | 0 | 1 | 4  | 3  | +1 | 1 | 3  |
| Torino  | 2 | 1 | 1 | 0 | 2  | 1  | +1 | — | 3  |
| Inter   | 2 | 1 | 0 | 1 | 3  | 3  | 0  | 1 | 3  |
| Brescia | 2 | 0 | 1 | 1 | 0  | 2  | -2 | — | 1  |

## Fase a eliminazione diretta
|  | Semifinali     | Semifinali     | Semifinali |          |        | Finale | Finale | Finale |  |
|  |                |                |            |          |        |        |        |        |  |
|  | Ascoli         | Ascoli         | 2          |          |        |        |        |        |  |
|  | Ascoli         | Ascoli         | 2          |          |        |        |        |        |  |
|  | Fiorentina     | Fiorentina     | 1          |          |        |        |        |        |  |
|  | Fiorentina     | Fiorentina     | 1          |          | Ascoli | Ascoli | 2      |        |  |
|  |                |                |            |          | Ascoli | Ascoli | 2      |        |  |
|  |                |                | Juventus   | Juventus | 1      |        |        |        |  |
|  | Bologna        | Bologna        | Juventus   | Juventus | 1      | 0(3)   |        |        |  |
|  | Bologna        | Bologna        |            |          |        |        |        |        |  |
|  | Juventus (dtr) | Juventus (dtr) | 0(4)       |          |        |        |        |        |  |

### Semifinali
| Arbitro: | D’Elia (Salerno) |

|                                          |           |               |
| C. Trevisanello 45’ Scanziani 68’ (rig.) | Marcatori | 74’ Sacchetti |

| Arbitro: | Lattanzi (Roma) |

|                                      |                      |                                         |
| Fabbri Pileggi Colomba Fiorini Paris | Tiri di rigore 3 – 4 | Brady Prandelli Gentile Cabrini Bettega |

### Finale
| Arbitro: | Tonolini (Milano) |

| |              | |
| C. Trevisanello 50’ Moro 82’ (rig.)                                                                                                | Marcatori    | 70’ Tardelli |
| · F. Pulici · Anzivino · Boldini · Bellotto · Gasparini · Perico · C. Trevisanello · Moro · 90’ Anastasi · Scanziani · 86’ Torrisi | Formazioni   | · Zoff · Gentile · Cabrini · Furino 85’ · Brio · Scirea · Marocchino 55’ · Tardelli 87’ · Bettega · Brady · Fanna |
| · 86’ G. Mancini · 90’ Gibellieri                                                                                                  | Sostituzioni | · Causio 55’ |
| Carlo Mazzone | Allenatori   | Giovanni Trapattoni                                                                                               |

## Classifica marcatori
| Gol |  |  | Giocatore              | Squadra    |
| --- |  |  | ---------------------- | ---------- |
| 2   |  |  | Liam Brady             | Juventus   |
| 2   |  |  | Ezio Cavagnetto        | Como       |
| 2   |  |  | Agostino Di Bartolomei | Roma       |
| 2   |  |  | Sauro Fattori          | Fiorentina |
| 2   |  |  | Giuliano Fiorini       | Bologna    |
| 2   |  |  | Giuseppe Galderisi     | Juventus   |
| 2   |  |  | Emanuele Gattelli      | Cagliari   |
| 2   |  |  | Domenico Marocchino    | Juventus   |
| 2   |  |  | Dieter Mirnegg         | Udinese    |
| 2   |  |  | Paolo Pulici           | Torino     |
| 2   |  |  | Alessandro Scanziani   | Ascoli     |
| 2   |  |  | Carlo Trevisanello     | Ascoli     |
| 2   |  |  | Nicola Zanone          | Udinese    |